# Csicsókeresztúri katolikus templom
A csicsókeresztúri katolikus templom műemlékké nyilvánított épület Romániában, Beszterce-Naszód megyében. A romániai műemlékek jegyzékében a BN-II-m-A-01642 sorszámon szerepel.